# Detzelbachtal bei Wernborn
Das Detzelbachtal bei Wernborn ist ein Naturschutzgebiet in Wernborn im Hochtaunuskreis. 

## Das Naturschutzgebiet
Das Naturschutzgebiet mit einer Größe von 7,73 Hektar wurde am 2. August 1995  unter Schutz gestellt. Das Naturschutzgebiet besteht aus Flächen der Flur 4 von Wernborn oberhalb der Bundesstraße 275. Es handelt sich um feuchte Hochstaudenfluren, Bachröhrichte, artenreiche Feucht- und Mähwiesen und das naturnahe Fließgewässer des Detzelbachs. Im Naturschutzgebiet finden sich eine Vielzahl bestandsbedrohter Pflanzen und Tiere. Ziel der Ausweisung des Gebietes ist die extensive Nutzung der Mähwiesen und die Offenhaltung des Wiesentales.